# Tygodnik Mazowsze
„Tygodnik Mazowsze” – czasopismo polskiej opozycji solidarnościowej okresu Polskiej Rzeczypospolitej Ludowej, wydawane w latach 1982–1989.

## Historia
Przygotowania do wydania pierwszego numeru „TM” jako informacyjnego czasopisma zarządu Regionu Mazowsze Niezależnego Samorządnego Związku Zawodowego „Solidarność” trwały od jesieni 1981. Zespół redakcyjny na zlecenie regionalnych władz związku skompletował Jerzy Zieleński, publicysta „Przeglądu Kulturalnego” i były współpracownik Komitetu Obrony Robotników, którego powołano na stanowisko redaktora naczelnego.
Przygotowania do wydania pierwszego numeru zostały zakończone 12 grudnia 1981, jednak jego wydanie przerwało wprowadzenie stanu wojennego w dniu 13 grudnia tego samego roku. W proteście przeciwko tej decyzji Jerzy Zieleński tej samej nocy popełnił samobójstwo.
Redagowanie „Tygodnika Mazowsze”, w związku z delegalizacją NSZZ „S”, rozpoczęto w podziemiu. Pierwszy numer ukazał się 11 lutego 1982. Został on celowo opatrzony numerem drugim – rezygnacja z oznaczenia go „jedynką” była wyrazem upamiętnienia Jerzego Zieleńskiego przez pozostałych dziennikarzy. Pod nazwą tytułu i logo związku zamieszczono jako redakcyjne motto cytat z wystąpienia Lecha Wałęsy na I Krajowym Zjeździe Delegatów NSZZ „Solidarność” brzmiący: „Solidarność” nie da się podzielić ani zniszczyć.
Na pierwszej stronie tego numeru znalazła się informacja o tragicznej śmierci założyciela pisma, wywiad z ukrywającymi się działaczami związku, Zbigniewem Bujakiem i Wiktorem Kulerskim, a także przegląd organizowanych akcji protestacyjnych. Tematyka kolejnych edycji tygodnika w szczególności działań niejawnych struktur związku, publikowano na jego łamach oświadczenia Tymczasowej Komisji Koordynacyjnej i RKW Regionu Mazowsze. Informowano o stosowanych represjach i polityce opozycji wobec reżimu. Zamieszczano wywiady z działaczami pierwszej „Solidarności” (w tym z Lechem Wałęsą czy pozostającym w ukryciu Władysławem Frasyniukiem), a także z polskimi i zagranicznymi intelektualistami i twórcami kultury.
Druk „TM” odbywał się techniką offsetową. Gazeta składała się przeważnie z czterech stron formatu A4. Nakład wahał się między 50 a 80 tys. egzemplarzy, przy czym liczby te obejmowały także jego regionalne odpowiedniki. Wydawany był m.in. przez Niezależną Oficynę Wydawniczą i Oficynę Wydawniczą Rytm.
Ostatni (290.) numer tygodnika został wydany 12 kwietnia 1989, znaczna część członków zespołu redakcyjnego przystąpiła następnie do prac nad tworzeniem „Gazety Wyborczej” w związku z porozumieniami Okrągłego Stołu.

## Zespół redakcyjny
Redaktorem naczelnym od 1982 do 1989 była Helena Łuczywo (pisząca pod pseudonimem Paweł Hofer). W różnych okresach w skład redakcji „Tygodnika Mazowsze” wchodzili m.in.: Tomasz Burski („Tomasz Chudy”), Anna Bikont, Piotr Bikont, Zofia Bydlińska-Czernuszczyk, Anna Dodziuk, Wojciech Kamiński, Krzysztof Leski („K. Pajka”), Piotr Pacewicz („Feliks Felicki”), Małgorzata Pawlicka, Elżbieta Regulska, Joanna Szczęsna („Jan Klincz”), Marta Woydt („Jagna”, „Jagman”), Ludwika Wujec („Michał Kos”). Wśród współpracowników pisma znaleźli się przebywający poza granicami kraju Seweryn Blumsztajn i Irena Lasota. W okresie stanu wojennego opowiadania w piśmie zamieszczał Marek Nowakowski.